# Pseudobarbus
Pseudobarbus ist eine Gattung kleiner südafrikanischer Karpfenfische (Cyprinidae). Von den Arten der Gattung leben die meisten endemisch ausschließlich in der südafrikanischen Kapregion, eine weitere, die seit 1930 nicht mehr aufgefunden wurde, in den Quellflüssen des Oranje in Lesotho und in KwaZulu-Natal. Viele Arten der Gattung leben nur in einem einzigen kleinen Fluss (einschließlich der Nebenflüsse) oder in zwei benachbarten Flüssen.

## Merkmale

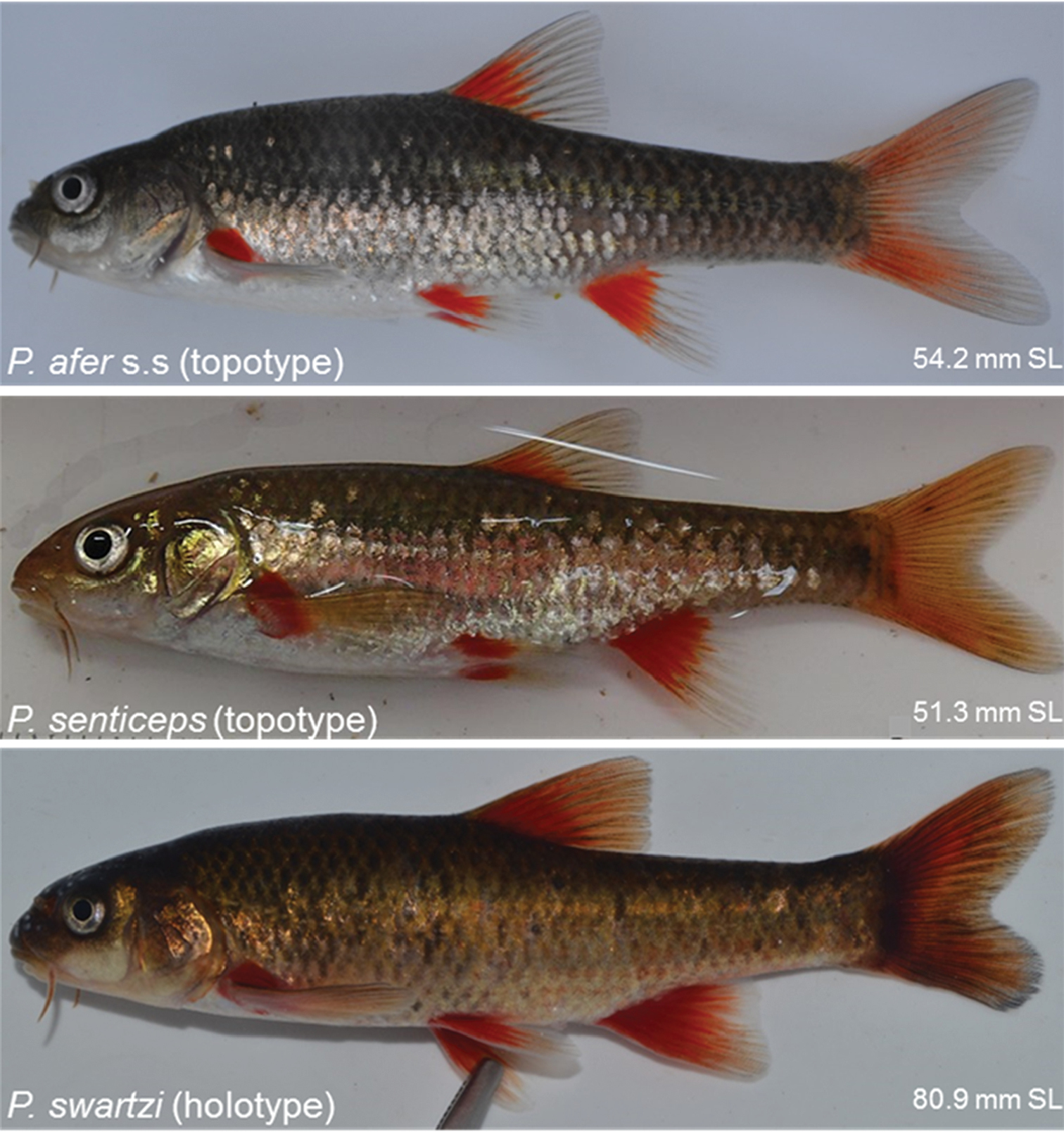
Pseudobarbus afer, P. senticeps u. P. swartzi

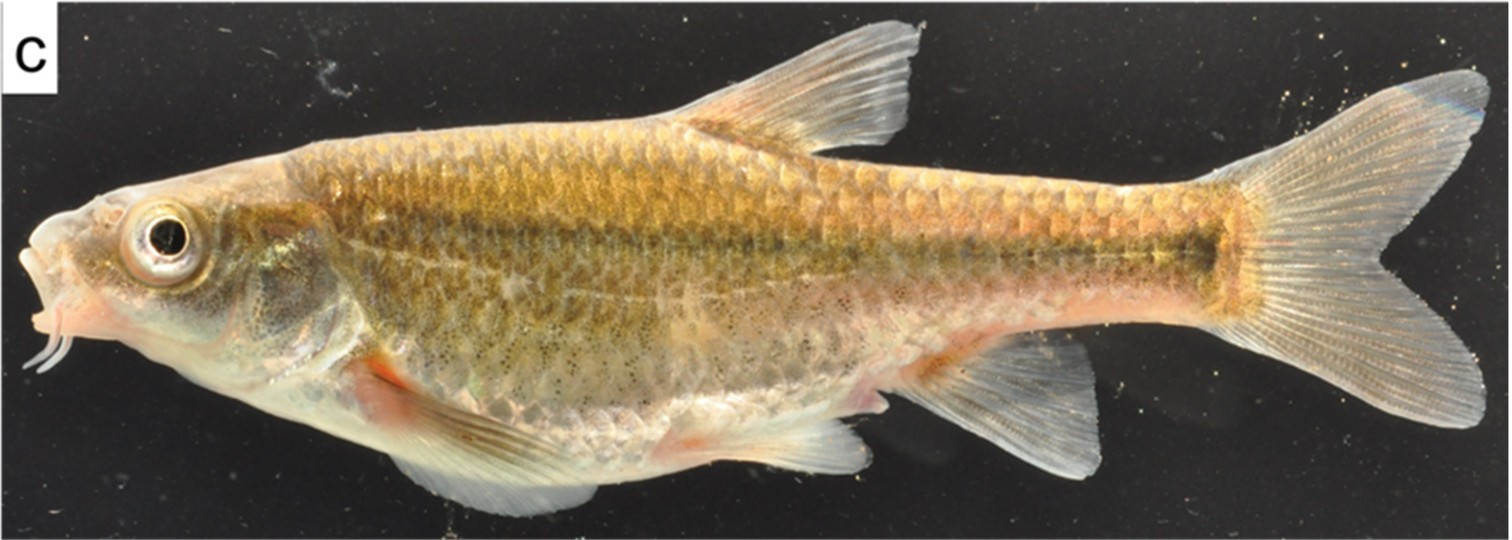
Pseudobarbus verloreni

Pseudobarbus-Arten sind kleine Karpfenfische mit langgestrecktem, zylindrischem oder spindelförmigem Körper und erreichen Standardlängen von 7 bis 15 cm. Sie haben einem tetraploiden Chromosomensatz, d. h., sie verfügen über vier komplette Chromosomensätze. Wegen der roten Flecken an den Flossen ausgewachsener Tiere werden sie im englischen „redfin minnows“ genannt. Abgesehen von Sedercypris unterscheidet dieses Merkmal Pseudobarbus von allen anderen afrikanischen Karpfenfischen. Am Maul haben Pseudobarbus-Arten ein oder zwei Bartelpaare. Die Schlundzähne sind in zwei oder drei Reihen angeordnet. Der Darm ist bei den verschiedenen Arten unterschiedlich lang. Seine Länge kann der Standardlänge entsprechen, er kann aber auch drei oder vier Mal so lang sein. Die Schuppen sind radial strukturiert und klein bis mittelgroß. Die Schuppen im Nacken und auf der Brust sind reduziert oder in die Haut eingebettet. Vergrößerte Schuppen an der Basis von Brust- oder Bauchflossen fehlen. Die Seitenlinie ist vollständig oder unterbrochen und verläuft entlang der Körpermitte. Die Rückenflosse hat einen nicht gesägten, unverzweigten flexiblen Flossenstrahl und normalerweise sieben verzweigte Flossenstrahlen. Dieser nicht gesägte Flossenstrahl unterscheidet Pseudobarbus von allen anderen südafrikanischen Barbenarten mit einem tetraploiden Chromosomensatz. Diese haben einen gesägten Flossenstrahl. Die Afterflosse von Pseudobarbus hat fünf verzweigte Flossenstrahlen. Die Brustflossen der Männchen sind länger als die der Weibchen. Bei den anderen südafrikanischen Barbenarten mit tetraploidem Chromosomensatz ist ein Sexualdimorphismus bezüglich der Flossengröße nicht vorhanden. Der Laichausschlag auf dem Kopf der Männchen ist in einem in einem unverwechselbaren Muster angeordnet und die einzelnen Fuberkeln finden sich in einzelnen Reihen entlang der freien Schuppenränder und in Bändern über den vorderen Brustflossen. Gräten die zwischen den Muskelsegmenten liegen und keinen Kontakt zur Wirbelsäule haben fehlen.

## Arten
Nach einer Revision der südafrikanischen Barben mit tetraploidem Chromosomensatz umfasst die Gattung Pseudobarbus jetzt noch elf Arten.
- Pseudobarbus afer (Peters, 1864)
- Pseudobarbus asper (Boulenger, 1911)
- Pseudobarbus burchelli (Smith, 1841)
- Pseudobarbus burgi (Boulenger, 1911)
- Pseudobarbus phlegethon (Barnard, 1938)
- Pseudobarbus quathlambae (Barnard, 1938)
- Pseudobarbus senticeps (Smith, 1936)
- Pseudobarbus skeltoni Chakona & Swartz, 2013
- Pseudobarbus swartzi Chakona & Skelton, 2017
- Pseudobarbus tenuis (Barnard, 1938)
- Pseudobarbus verloreni Chakona et al., 2014

Sechs der Arten sind durch Habitatzerstörung und die Einführung von Forellen vom Aussterben bedroht oder schon ausgestorben.